# Саламатово (Новосибирская область)
Салама́тово — деревня в Тогучинском районе Новосибирской области. Входит в состав Заречного сельсовета.

## География
Площадь деревни — 26 гектаров.

## Население
| 2002 | 2007 | 2010 |
| ---- | ---- | ---- |
| 91   | ↘79  | ↘49  |

## Инфраструктура
На деревне по данным на 2007 год функционирует 1 учреждение здравоохранения.